# Lacrimosa (Requiem)
Het Lacrimosa (Latijn: "vol tranen", "treurig") is het laatste gedeelte van het Dies irae uit het requiem. Veel componisten hebben er een apart onderdeel in hun requiem van gemaakt, zoals Mozart, Berlioz en Verdi.
De structuur van de tekst is opgesteld in achtlettergrepige versus descendentes, wat wil zeggen dat het accent van het laatste woord op de voorlaatste lettergreep ligt; het rijmschema is AA BB CC.
| Latijnse tekst          | Nederlandse vertaling                 |
| ----------------------- | ------------------------------------- |
| Lacrimosa dies illa     | Het zal een dag vol tranen zijn       |
| Qua resurget ex favilla | Als uit de as zal herrijzen           |
| Judicandus homo reus.   | De zondige mens om te worden berecht. |
| Huic ergo parce, Deus:  | Spaar hem dan, God:                   |
| Pie Jesu Domine,        | Vrome Heer Jezus,                     |
| Dona eis requiem.       | Geef hen rust.                        |
| Amen.                   | Amen.                                 |